# Mami Matsui
Mami Matsui (松井摩味, Matsui Mami), née le 8 décembre 1962 à Tōkyō, est une seiyū. Elle travaille pour Aoni Production.

## Rôles
- Dragon Ball GT : Vieille femme